# 権藤要吉
権藤 要吉（ごんどう ようきち、1895年（明治28年）- 1970年（昭和45年））は、日本の建築家。朝香宮邸（東京都庭園美術館）の設計者として知られる。

## 来歴・人物
福岡県筑紫郡三宅村（現・福岡市南区）で権藤伊兵衛の長男として生まれる。福岡県立福岡工業学校（現・福岡県立福岡工業高等学校）建築科から名古屋高等工業学校に進学。1916年（大正5年）同校建築科を銀時計授与され優等で卒業した。
卒業同年、住友総本店営繕課建築係に入り、竹腰健造に師事。
1921年（大正10年）から学校側の推薦により住友を辞し、内匠寮技手として宮内省に勤務。高橋貞太郎の下で東伏見宮邸（大正13年）を手がける。これはのちの宮邸平面計画の原型となる。
1923年（大正12年）、東京商工奨励館主催の商店建築及店頭計画競技で選外佳作。
1925年（大正14年）、貴族邸宅及び博物館研究のために欧米に派遣され、イギリス、フランス、ベルギー、オランダ、ドイツ、オーストリア、イタリア、アメリカなど各国を視察する。フランスでは同年のパリ万国博覧会（アールデコ博）を度々視察している。欧米派遣の間ロンドンにて朝香宮夫妻と親交を深める。
翌年帰国し、宮廷建築を手がけ、のちに内匠寮工務部建築課長をつとめる。
1948年（昭和23年）に退職し、岩田建設の建築部長を経て1949年頃自らの建築設計事務所を開設する。

## 主要作品
- 御料館 - 1927年に北村耕造のもとで携わる。

- 旧李王家東京邸（現・赤坂プリンス クラシックハウス） - 1930年（昭和5年）に李垠の邸宅として造営された木造2階建の洋館。 設計は北村耕造、権藤要吉ほか。施工は清水組[7][8][9]。

- 学習院校舎西一号館 - 1930年（昭和5年）に中等科教場として建てられた建物。基本設計を担当。現在は214教室。部屋に当時の面影を偲ばせるストーブ置き場や照明器具が残る[10][11][12]

- 朝香宮邸（現・東京都庭園美術館、重要文化財[13]） - 1933年（昭和8年）施工は戸田建設[14][15][16][17]。

- 高松宮邸 - 1933年（昭和8年）[7][18]。

- 小林理学研究所残響試験室[19]

## 寄稿
- 建築学会（編）『建築工学ポケットブック』丸善、1933年（「第十二章 博物館建築」を担当）
- 「奈良帝室博物館 列品收藏庫建築に就て」 『博物館研究』第11巻3号、日本博物館協会、1938年3月